# Centrolene prosoblepon
Centrolene prosoblepon là một loài ếch thuộc họ Centrolenidae.
Loài này có ở Colombia, Costa Rica, Ecuador, Honduras, Nicaragua, và Panama.
Môi trường sống tự nhiên của chúng là rừng ẩm vùng đất thấp nhiệt đới hoặc cận nhiệt đới, rừng mây ẩm nhiệt đới và cận nhiệt đới, và sông ngòi.
Nó không được IUCN xem là loài bị đe dọa.

## Hình ảnh

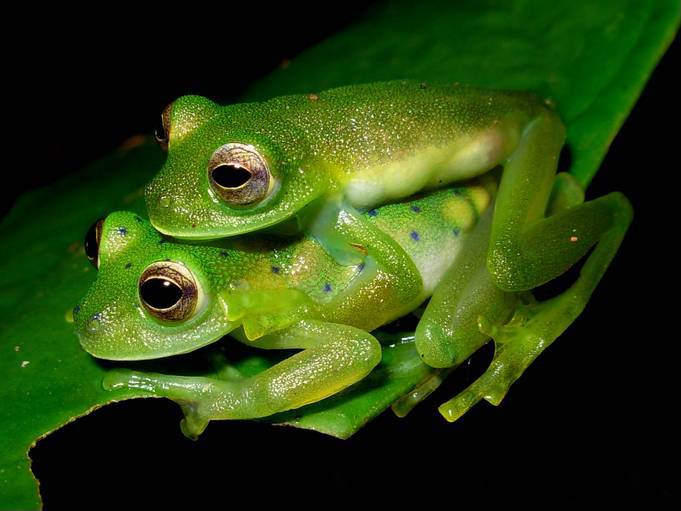
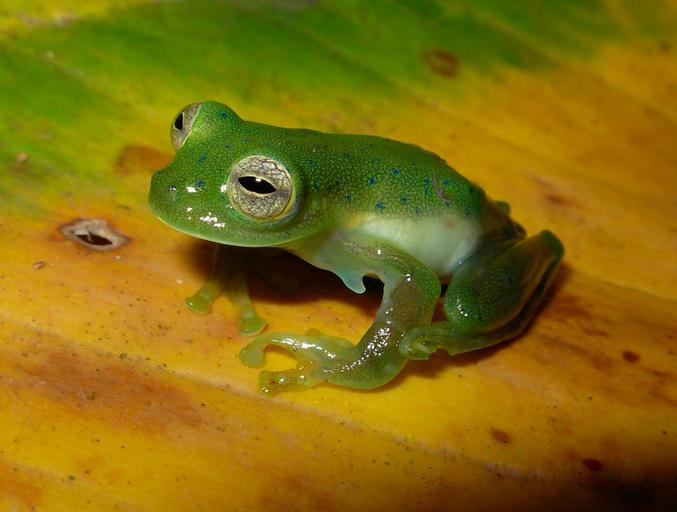
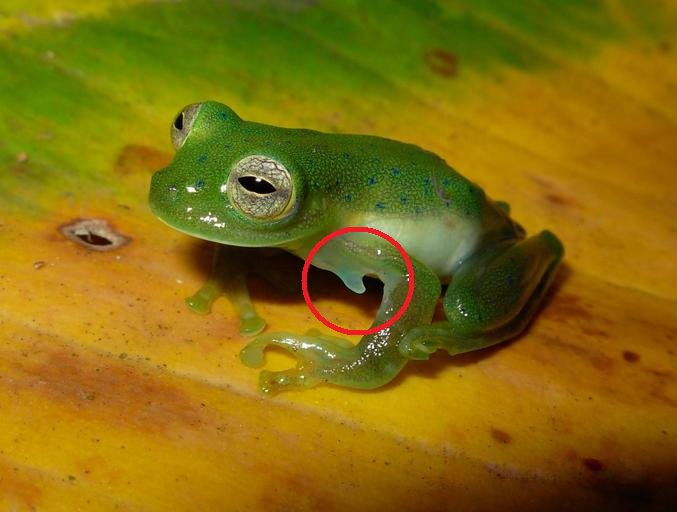

- Tập tin:Tập